# (1360) Tarka
(1360) Tarka ist ein Asteroid des Hauptgürtels, der am 22. Juli 1935 vom südafrikanischen Astronomen Cyril V. Jackson in Johannesburg entdeckt wurde.
Der Asteroid trägt den Namen eines Häuptlings der Transkei, der auch namensgebend für die Stadt Tarkastad war.